# 1539
1539 (MDXXXIX) var ett normalår som började en onsdag i den julianska kalendern.

## Händelser

### Mars
- 3 mars – Scillyöarna återförenas med den engelska kronan, som en del av Hertigdömet Cornwall.[1]

### Augusti
- 6 augusti – Tunja grundas.[2]

### Okänt datum
- Tysken Georg Norman anställs för att organisera den svenska kyrkan samt bli lärare för prins Erik (XIV).
- Den första svenska censurförordningen införs.
- Olaus Magnus trycker i Venedig Carta marina, en kartbok över Norden, för att visa katolikerna vilka landområden, som gått förlorade för dem.
- Ett kammarråd med uppgift att leda och planera den svenska finanspolitiken tillsätts. Högadeln kan bli tjänstemän inom detta råd.
- Romersk mässa förbjuds helt i svenska kyrkor.
- Förvaltningen i Finland centraliseras genom att slottslänen försvinner och landsändan istället indelas i åtta fögderier.
- Michael Olavi Agricola blir rektor för Åbo skola.

## Födda
- 6 juni – Katarina Gustavsdotter Vasa, svensk prinsessa, dotter till Gustav Vasa och Margareta Eriksdotter (Leijonhufvud).
- 19 november – Elizaveta Ostrogska, polsk furstinna och arvtagare.
- Elisabeth av Hessen (1539–1582), politiskt aktiv kurfurstinna av Pfalz.
- Catherine Grey, engelsk tronföljare.

## Avlidna
- 13 februari – Isabella d'Este, italiensk regent.
- 19 april – Katarzyna Weiglowa, polsk judisk martyr.
- 1 maj – Isabella av Portugal, spansk regent.
- 22 september, Guru Nanak, sikhismens grundare.
- Georg den skäggige, hertig av Sachsen-Meissen.

### Fotnoter
1. ↑  World Statesmen (läst 4 april 2011)
2. ↑  World Statesmen (läst 4 april 2011)